# Мартон Ендреди
Мартон Ендреди (мађ. Endrédy Márton) је био мађарски мачевалац и олимпијац.

## Биографија
Мартон Ендреди је започео тренинг у школи мачевања Норберта Стракаија 1881. године. Од 1883. године, почео је да учествује у такмичењима у дисциплини мајсторске сабље. У 1888. години, отворио је своју школу гимнастике, мачевања и плеса у Будимпешти. Изабран је за члана Удружења мађарских мајстора мачевања 1896. године и учествовао је на Олимпијским играма 1900. у мајсторским дисциплинама сабље, флорета и мача.
У 1915. години, Ендреди је именован за главног команданта добровољачке војске.